# 鄭詩雅
鄭詩雅（韓語：정시아，1981年8月29日—），韓國女演員。

## 影視作品

### 電視劇
- 1999年：KBS《學校2》
- 2003年：MTV《直播我的朋友MTV》
- 2004年：MBC《心跳變身》
- 2004年：KBS《七上八下》
- 2005年：SBS《珍珠耳環》飾演 韓瑞婷
- 2008年：OCN《另類同居》飾演 鬼魂 秀雅
- 2008年：OCN《女師傅一體》飾演 金孝英
- 2011年：SBS《加油！歐巴桑》飾演 王新美
- 2013年：MBC《龜巖許浚》飾演 仁嬪金氏
- 2013年：KBS《乘著歌聲的愛情》飾演 孔正姿
- 2014年：SBS《現代農夫》飾演 柳美瑩
- 2016年：MBC Every 1《網路漫畫英雄-Tundra Show 第2季》
- 2017年：SBS《超人家族2017》飾演 高瑞英
- 2018年：MBC《我身後的陶斯》飾演 奉善美
- 2019年：SBS《熱血司祭》鷹覺教信徒 (特別出演)
- 2019年：MBC《黃金庭院》飾演 吳美珠
- 2020年：Channel A《謊言的謊言》飾演 姜智京
- 2023年：MBC《烈女朴氏契約結婚傳》飾演 吳賢貞

### 網絡劇
- 2019年：Netflix《因為初戀是第一次》

### 電影
- 2006年：《天使爸爸》

### MV
- 2001年：A.S. One《Say Say Say》
- 2004年：3 Boys《哀怨》
- 2005年：西門卓《離別後》（與李志勳）
- 2006年：The A.D《사랑을 밀어내고》
- 2006年：金賢成《머리로 맘을 누르죠》
- 2007年：孫昊永《我的心在天空》

## 外部連結
- 鄭詩雅的Instagram帳戶
- 鄭詩雅的X（前Twitter）
- 鄭詩雅 （页面存档备份，存于）的NAVER